# U-99
L'U-99 (sigla per Unterseeboot 99) fu un sommergibile U-Boot Tipo VII B della Marina da guerra tedesca, attivo durante la seconda guerra mondiale; è particolarmente famoso per essere stato il battello con cui Otto Kretschmer, miglior asso di U-Boot del conflitto, ottenne il suo maggior numero di successi.

## Storia
Impostato il 31 marzo 1939 nei cantieri Germaniawerft di Kiel, venne varato il 12 marzo 1940 ed entrò in servizio il 18 aprile 1940 sotto il comando del capitano di corvetta Otto Kretschmer; il battello venne assegnato alla 7. Unterseebootsflottille dislocato prima a Kiel e poi presso la base sommergibili di Saint-Nazaire, nella Francia occupata, e intraprese il suo primo pattugliamento operativo nel giugno del 1940, durante il quale fu lievemente danneggiato da un aereo tedesco che lo aveva scambiato per un'unità nemica. Inviato nella base francese di Lorient, iniziò la sua prima missione in Atlantico sul finire del giugno del 1940, ottenendo il suo primo successo già il 5 luglio 1940, quando il battello affondò il mercantile canadese Magog al largo della costa meridionale dell'Irlanda.
Nelle mani dell'esperto Kretschmer, l'U-99 ottenne ben presto una lunga serie di successi: nel corso di 8 pattugliamenti operativi (per un totale di 127 giorni trascorsi in mare), l'unità affondò 35 mercantili per un totale complessivo di 198.218 t di stazza lorde, e tre incrociatori ausiliari per complessive 46.440 t, oltre a catturare un mercantile neutrale e a danneggiare altri 5 mercantili per complessive 37.965 t.
Il 16 marzo 1941, l'U-99 attaccò il convoglio HX-112 al largo della costa sud-orientale dell'Islanda, affondando cinque mercantili e danneggiandone un sesto. Il giorno successivo, 17 marzo, il battello venne individuato dagli apparati ASDIC di due cacciatorpediniere britannici di scorta al convoglio (l'HMS Walker e l'HMS Vanoc), e immediatamente attaccato; gravemente danneggiato dalle bombe di profondità lanciate dall'HMS Walker, Kretschmer riuscì a far riemergere il battello, consentendo così al comandante stesso e a 40 dei 43 membri dell'equipaggio di mettersi in salvo prima del definitivo affondamento. L'equipaggio venne raccolto dalle navi britanniche e fatto prigioniero.
| Data              | Nome             | Nazione     | Tipo                    | Tonnellate | Risultato   |
| ----------------- | ---------------- | ----------- | ----------------------- | ---------- | ----------- |
| 5 luglio 1940     | Magog            | Canada      | mercantile              | 2.053 t    | affondata   |
| 7 luglio 1940     | Bissen           | Svezia      | mercantile              | 1.514 t    | affondata   |
| 7 luglio 1940     | Sea Glory        | Regno Unito | mercantile              | 1.964 t    | affondata   |
| 8 luglio 1940     | Humber Arm       | Regno Unito | mercantile              | 5.758 t    | affondata   |
| 12 luglio 1940    | Ia               | Grecia      | mercantile              | 4.860 t    | affondata   |
| 12 luglio 1940    | Merisaar         | Estonia     | mercantile              | 2.136 t    | catturata   |
| 18 luglio 1940    | Woodbury         | Regno Unito | mercantile              | 4.434 t    | affondata   |
| 28 luglio 1940    | Auckland Star    | Regno Unito | mercantile              | 13.212 t   | affondata   |
| 29 luglio 1940    | Clan Menzies     | Regno Unito | mercantile              | 7.336 t    | affondata   |
| 31 luglio 1940    | Jamaica Progress | Regno Unito | mercantile              | 5.475 t    | affondata   |
| 31 luglio 1940    | Jersey City      | Regno Unito | mercantile              | 6.322 t    | affondata   |
| 2 agosto 1940     | Alexia           | Regno Unito | petroliera              | 8.016 t    | danneggiata |
| 2 agosto 1940     | Lucerna          | Regno Unito | petroliera              | 6.556 t    | danneggiata |
| 2 agosto 1940     | Strinda          | Norvegia    | petroliera              | 10.973 t   | danneggiata |
| 11 settembre 1940 | Albionic         | Regno Unito | mercantile              | 2.468 t    | affondata   |
| 15 settembre 1940 | Kenordoc         | Canada      | mercantile              | 1.780 t    | affondata   |
| 16 settembre 1940 | Lotos            | Norvegia    | mercantile              | 1.327 t    | affondata   |
| 17 settembre 1940 | Crown Arun       | Regno Unito | mercantile              | 2.372 t    | affondata   |
| 21 settembre 1940 | Baron Blythswood | Regno Unito | mercantile              | 3.668 t    | affondata   |
| 21 settembre 1940 | Elmbank          | Regno Unito | mercantile              | 5.156 t    | affondata   |
| 21 settembre 1940 | Invershannon     | Regno Unito | petroliera              | 9.154 t    | affondata   |
| 18 ottobre 1940   | Empire Miniver   | Regno Unito | mercantile              | 6.055 t    | affondata   |
| 18 ottobre 1940   | Fiscus           | Regno Unito | mercantile              | 4.815 t    | affondata   |
| 18 ottobre 1940   | Niritos          | Grecia      | mercantile              | 3.854 t    | affondata   |
| 19 ottobre 1940   | Clintonia        | Regno Unito | mercantile              | 3.106 t    | danneggiata |
| 19 ottobre 1940   | Empire Brigade   | Regno Unito | mercantile              | 5.154 t    | affondata   |
| 19 ottobre 1940   | Snefjeld         | Norvegia    | mercantile              | 1.643 t    | affondata   |
| 19 ottobre 1940   | Thalia           | Grecia      | mercantile              | 5.875 t    | affondata   |
| 3 novembre 1940   | Casanare         | Regno Unito | mercantile              | 5.376 t    | affondata   |
| 3 novembre 1940   | HMS Laurentic    | Regno Unito | incrociatore ausiliario | 18.724 t   | affondata   |
| 4 novembre 1940   | HMS Patroclus    | Regno Unito | incrociatore ausiliario | 11.314 t   | affondata   |
| 5 novembre 1940   | Scottish Maiden  | Regno Unito | petroliera              | 6.993 t    | affondata   |
| 2 dicembre 1940   | HMS Forfar       | Regno Unito | incrociatore ausiliario | 16.402 t   | affondata   |
| 2 dicembre 1940   | Samnanger        | Norvegia    | mercantile              | 4.276 t    | affondata   |
| 3 dicembre 1940   | Conch            | Regno Unito | petroliera              | 8.376 t    | affondata   |
| 7 dicembre 1940   | Farmsum          | Paesi Bassi | mercantile              | 5.237 t    | affondata   |
| 7 marzo 1941      | Athelbeach       | Regno Unito | petroliera              | 6.568 t    | affondata   |
| 7 marzo 1941      | Terje Viken      | Regno Unito | baleniera               | 20.638 t   | affondata   |
| 16 marzo 1941     | Beduin           | Norvegia    | petroliera              | 8.136 t    | affondata   |
| 16 marzo 1941     | Ferm             | Norvegia    | petroliera              | 6.953 t    | affondata   |
| 16 marzo 1941     | Franche Comte    | Regno Unito | petroliera              | 9.314 t    | danneggiata |
| 16 marzo 1941     | J.B. White       | Canada      | mercantile              | 7.375 t    | affondata   |
| 16 marzo 1941     | Korshamn         | Svezia      | mercantile              | 6.673 t    | affondata   |
| 16 marzo 1941     | Venetia          | Regno Unito | petroliera              | 7.728 t    | affondata   |